# Municipio de Logan (condado de Kearney)
El municipio de Logan (en inglés: Logan Township) es un municipio ubicado en el condado de Kearney en el estado estadounidense de Nebraska. En el año 2010 tenía una población de 160 habitantes y una densidad poblacional de 1,71 personas por km².

## Geografía
El municipio de Logan se encuentra ubicado en las coordenadas 40°34′6″N 99°0′32″O / 40.56833, -99.00889. Según la Oficina del Censo de los Estados Unidos, el municipio tiene una superficie total de 93.46 km², de la cual 93,46 km² corresponden a tierra firme y (0 %) 0 km² es agua.

## Demografía
Según el censo de 2010, había 160 personas residiendo en el municipio de Logan. La densidad de población era de 1,71 hab./km². De los 160 habitantes, el municipio de Logan estaba compuesto por el 100 % blancos. Del total de la población el 0 % eran hispanos o latinos de cualquier raza.